# Erwin Stache
Erwin Stache (* 1960 in Schlema) ist ein deutscher Komponist, Klangkünstler und Objektebauer.

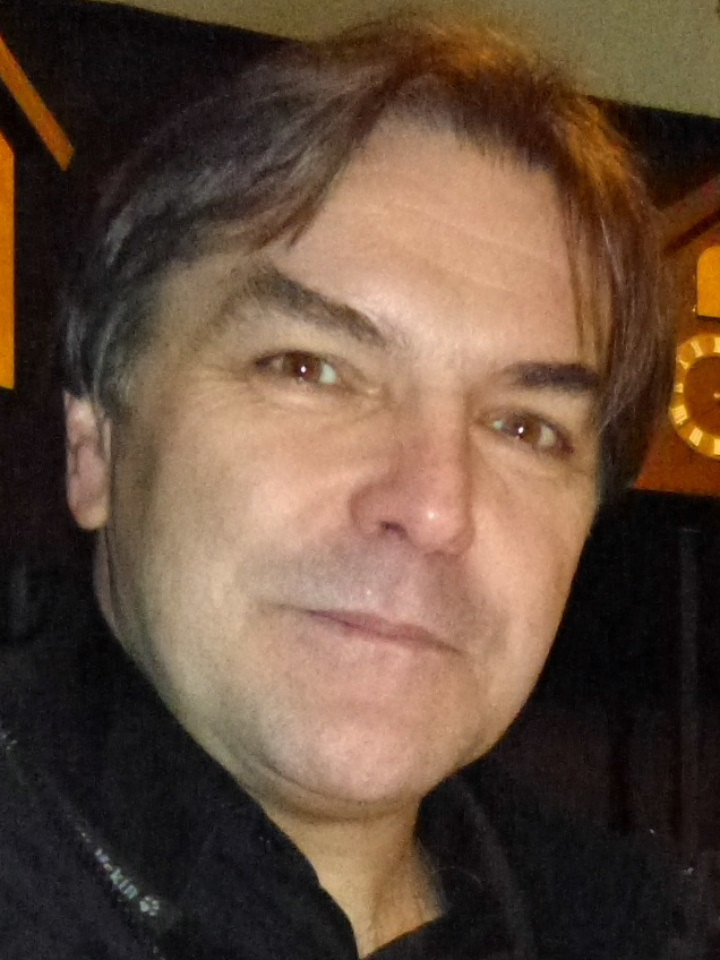
Erwin Stache (2012)

## Werdegang
Neben dem Studium der Mathematik und Physik erhielt Erwin Stache frühzeitig Klavier- und Orgelunterricht. Diese beiden Seiten – Technik und Musik – verband Stache für seine freischaffende Tätigkeit. Seit 1983 ist er als Klangobjektebauer, Musiker und Komponist tätig.
Seine Objekte basieren zumeist auf der Verfremdung alltäglicher Gegenstände, sowohl akustischer als auch elektronischer Art.
Ausgangssituation waren dabei die schwierigen Materialbeschaffungsgegebenheiten in der DDR. So baute er 1976 seinen ersten eigenen Synthesizer. Es folgten weitere Objekte, die zumeist auf der Grundlage von Motoren, Schallplattenspielern, Tonbändern und Abfallmaterialien entstanden. Schon damals verband er Klangkunst und bildkünstlerische Elemente in teilweise äußerst bizarren Apparaturen, wie z. B. der Murmelzither, die unablässig kleine Kugeln auf zwei Zithern fallen lässt.
Neben seiner erfinderischen Tätigkeit war er in den 1980er-Jahren in verschiedenen Jazz-, Blues- und Rockgruppen tätig, u. a. in Cäsars Rockband und Zenit.
In den 1990er-Jahren arbeitete er mit Wolfgang Krause Zwieback verschiedene Musikprogramme aus und wurde auch in den Bereichen Film und Theater tätig.
Ab 1993 entwickelte er zusammen mit dem Leipziger Gewandhausmusiker Henry Schneider die alljährlich stattfindende Landmaschinensinfonie: ein Konzert für Mähbinder, Heuwender, Traktoren, Kartoffelkombine, Gülleorgel, Konzertmusiker und Dorfbewohner in Stelzen bei Reuth.
Erwin Staches künstlerische Tätigkeit erstreckt sich heute auf die Bereiche Installation, Konzert, Film und Workshop. Selbstständig spielende Apparaturen wie das Waschmaschinenprogrammscheibenorchester, 87,3 Kilo Ohm oder das Scherengitterorchester standen u. a. bereits bei den Tagen Neuer Musik in Witten, den Donaueschinger Musiktagen, der Art Cologne in Köln, dem Festival Kulturhauptstadt Lille, Luxemburg und Sibiu, bei VOXXX Chemnitz und im Orff-Zentrum München.
Dauerinstallationen befinden sich in Leipzig, Dresden, Waldkirchen, Kaditzsch, Stelzen und Neerpelt.
Solokonzerte gibt Stache europaweit. Dabei setzt er u. a. midifizierte Telefonwahlscheiben, präparierte Alarmgeber, optische Computermäuse, Klangkästen, gestimmte Sperrholzplatten, Lichtsenssivua, Klangwagen und viele weitere eigens produzierte Klangobjekte ein.
Viele seiner Objekte sind auch als interaktive Installation ausgerichtet. Nicht selten wird dabei der Zuschauer zum Akteur. Er betritt durch seine Neugier unbewusst eine Bühne, vergisst sein Umfeld und erfährt Musik ganz unmittelbar. Unterstützt wird dies durch den den meisten Objekten Staches eigenen Humor.
Seit 2002 gibt Stache Workshops für Schüler. Diese erstrecken sich meist über einen Zeitraum von einigen Tagen bis hin zu mehreren Wochen, in denen die Schüler mit den Stache'schen Objekten umgehen und Stücke einüben. Meist findet am Ende der Arbeitsphase ein Abschlusskonzert statt.
Eine dieser Schülergruppen, die Erwin Stache 2002 am Gymnasium Brandis gegründet hatte, bestand die Jahre über fort und tritt heute als Ensemble Atonor auf.

## Kompositionen und Projekte (Auswahl)
- 1989: Klangzeug
- 1992: Paradoxe Klaviaturen
- 1992: Tafü-Lafö
- 1994: Die zehn Zweifel des Komponisten
- 1996: Ganz Ohr sein
- 1997: Novalis, Glück auf und davon
- 1997: Harmonie der nicht ganz reellen Töne
- 1998: Klang-Mal-Hör
- 1999: endlich-endlos-atmen
- 2000: Olearius, der Fernweggenerator
- 2002: Appetit auf Klänge
- 2003: Musik fällt aus
- 2004: Stillarbeit - ich höre was ...
- 2005: Zahlen! Spiele?
- 2005: InSait-OutSait
- 2009: Ab und An auch Auf und Ab
- 2011: Stadtklangkünstler von Bonn
- 2011: Gedenkort Etzoldsche Sandgrube in Leipzig (Klanginstallation)[1]

## Filme
- "Ein Sonntag in Plagwitz", 12 Musikvideos (1992/93/98)
- "Zur selben Zeit am anderen Ort", Experimentalfilm mit der Gruppe Atonor (2007/09)

## Preise
- 1993: Erster Preis bei Musik Kreativ
- 2001: Gellert-Preis
- 2005/07: Kinder zum Olymp!